# Episodi di Arrivano i Rossi
La serie è stata trasmessa in prima visione dal 7 aprile 2003 al 17 aprile 2003 su Italia 1.
| nº | Titolo                                            | Prima TV Italia |
| -- | ------------------------------------------------- | --------------- |
| 1  | Baciami Stupido - Quante Ne Ho Viste              |                 |
| 2  | DoBairo                                           |                 |
| 3  | La Tecnica Richiede - Ma Chi Ha Chiamato il Taxi? |                 |
| 4  | La Mamma Insegnante - L'Incompreso                |                 |
| 5  | Pizza Express - La Mia Moto                       |                 |
| 6  | Caro Zio - Non Mi Senti?                          |                 |
| 7  | Non Vendete Quella Casa - Giochi d'Acqua          |                 |
| 8  | La Modella - Il Fabbro                            |                 |
| 9  | Donna delle Pulizie - Il Silenzio                 |                 |
| 10 | La Segretaria Particolare - La Stiratrice         |                 |
| 11 | La Macchina Infernale - L'Addio                   |                 |
| 12 | Non Fatemi Arrabbiare - La Fortuna è Cieca        |                 |
| 13 | Il Ladruncolo - Marito scomparso                  |                 |
| 14 | I Due Ladroni - Che Imbarazzo...                  |                 |
| 15 | Il Tappezziere - Orlando il Cinese                |                 |
| 16 | Io Che Sono un Paragnosta - Occhio al Quadro      |                 |
| 17 | Doppia Personalità - Taxista o Facchino?          |                 |
| 18 | Si Finga Mio Marito - Il Pacco                    |                 |
| 19 | Le Due Colf - Non Sono Stato Io                   |                 |
| 20 | Faccia da Panda - ...Sa di Tappo!                 |                 |
| 21 | Dog Sitter - Mago Don Juan                        |                 |
| 22 | Quando Lo Dico Io... - La Tela                    |                 |
| 23 | Cercasi Papà - C'è Tutto un Mondo Intorno!        |                 |
| 24 | Piange il Telefono - La Ragazza di Tutti          |                 |
| 25 | Il Cavallo - Suor Candida                         |                 |
| 26 | Vuoi Perdere Peso? - Psycho                       |                 |
| 27 | Il Giorno della Marmotta - La Stanza del Figlio   |                 |
| 28 | Troppo Russa! - Chi Ha Preso il Portafoglio?      |                 |
| 29 | Telefono Amico - Due di Troppo                    |                 |
| 30 | Un Uomo a Pezzi - A Scuola di Colf!               |                 |
| 31 | Mi Faccia Ridere - Senza Offesa...                |                 |
| 32 | L'Ultimo Mandingo - Non è Giornata                |                 |
| 33 | Una Causa Persa - Questione d'Igiene              |                 |
| 34 | Pimpiripettenusa - Il Fidanzato                   |                 |
| 35 | Lo Zio d'America - Quadri e Salami                |                 |
| 36 | Un Regalo Particolare - Ma Che Bella Tovaglia!    |                 |
| 37 | Trasporto Coatto - Full Immersion                 |                 |
| 38 |                                                   |                 |
| 39 | Un Provino Spericolato - Via Libera?              |                 |
| 40 | Il pennellone - La penale                         |                 |